# Ragnarssaga loðbrókar
La Ragnarssaga loðbrókar, in italiano saga di Ragnarr Loðbrók, è una saga leggendaria islandese del XIII secolo che tratta del leggendario sovrano vichingo Ragnarr Loðbrók. Fa parte del manoscritto della saga dei Völsungar, alla quale è immediatamente successiva. 
Il racconto narra delle origini di Aslaug, della missione di Ragnarr per la mano di Þóra Borgarhjǫrtr, del suo successivo matrimonio con Aslaug, delle gesta dei loro figli in battaglia, e della morte di Ragnarr per mano del re Ælle II di Northumbria.

## Contesto letterario
Le fonti della saga comprendono Adamo da Brema e Saxo Grammaticus, la cui opera Gesta Danorum (IX libro) si sovrappone nella descrizione della ricerca di Thora, del matrimonio con Aslaug, e delle gesta dei suoi figli. Ragnarssaga è una sorta di seguito della saga dei Völsungar, e dà un collegamento tra le figure leggendarie di Sigfrido e Brunilde e gli eventi storici dei secoli IX fino al XI; dà anche prestigio ai reali norvegesi, rappresentando Sigfrido come un loro antenato.